# KIF13A
KIF13A‏ (Kinesin family member 13A) هوَ بروتين يُشَفر بواسطة جين KIF13A في الإنسان.